# Eisenbahnbrücke Nevers
Die Eisenbahnbrücke Nevers quert die Loire unmittelbar südlich des Bahnhofs von Nevers im Département Nièvre in der französischen Region Bourgogne-Franche-Comté.
Sie ist eine der ältesten noch existierenden gusseisernen Eisenbahnbrücken Frankreichs.

## Beschreibung
Die zweigleisige Brücke ist Teil der Bahnstrecke Moret-Veneux-les-Sablons–Lyon-Perrache über Nevers nach Lyon-Perrache, die bis Saint-Germain-des-Fossés auch von den Zügen zwischen Paris und Clermont-Ferrand genutzt wird. Außerdem fahren Züge des TER Bourgogne-Franche-Comté über die Brücke.
Die Brücke ist insgesamt 385 m lang und 9,40 m breit. Sie besteht neben einem steinernen Rundbogen über den zweispurigen Quai des Éduens am rechten Flussufer aus sieben Segmentbögen mit Spannweiten von 42 m und Pfeilhöhen von 4,55 m, die sich an den steinernen Widerlagern und Pfeilern abstützen. Jeder Bogen wird von sieben bzw. acht parallel angeordneten, ursprünglich gusseisernen Trägern gebildet, auf denen senkrechte und diagonale Profile die Aufständerung des Fahrbahnträgers übernehmen. Die Gleise befinden sich 13,5 m über dem Niedrigwasser der Loire. Beim Bau der Brücke wurden 2500 t Gusseisen und 50 t Schmiedeeisen verwendet.
Der zweite Bogen von Norden wurde im Zweiten Weltkrieg 1940 von den Franzosen zerstört, anschließend wieder aufgebaut; 1944 wurden zwei Bögen bombardiert. Sie wurden nach dem Krieg als Stahlbögen mit dem gleichen Aussehen wieder aufgebaut, allerdings nun mit acht Bogenträgern statt der früheren sieben Träger.

## Geschichte
Die Brücke wurde zwischen 1849 und 1850 für den ersten Streckenabschnitt von Nevers zum Bahnhof Saincaize von der Compagnie du chemin de fer de Paris à Orléans nach Plänen von Boucaumont zunächst eingleisig gebaut; das zweite Gleis wurde bald danach ergänzt. Die gusseisernen Teile wurden in der Gießerei von Émile Martin im nahegelegenen Fourchambault hergestellt.
Die Eisenbahnbrücke Nevers ist unter dem Einfluss von Paulin Talabot entstanden, der seine Strecke Alès–Nîmes–Beaucaire über die Rhône hinweg nach Tarascon und schließlich weiter nach Marseille verlängern wollte. Er hatte die Planung der Eisenbahnbrücke Tarascon–Beaucaire begonnen, wurde aber von finanziellen Problemen im Zusammenhang mit dem Börsenkrach im Jahr 1847 und der Februarrevolution 1848 aufgehalten, so dass die Eisenbahnbrücke Nevers als erste der beiden sehr ähnlich aussehenden Brücken fertiggestellt wurde.